# هوبير باسباي جونيور
هوبير باسباي جونيور هو مدرب كرة قدم ولاعب كرة قدم كندي في مركز حراسة المرمى، ولد في 8 يونيو 1969 في كينغستون في كندا. شارك مع منتخب جامايكا لكرة القدم. أما مع النوادي، فقد لعب مع أكسفورد يونايتد وإمباكت مونتريال وفانكوفر وايتكابس وكريستال بالاس.